# Bagheria (stacja kolejowa)
Bagheria (wł. Stazione di Bagheria) – stacja kolejowa w Bagheria, w prowincji Palermo, w regionie Sycylia, we Włoszech. Znajduje się na linii Palermo – Mesyna. Według klasyfikacji RFI ma kategorię srebrną.

## Historia
Stacja Bagheria jest jedną z najstarszych stacji kolejowych na Sycylii. Jest częścią pierwszej linii kolejowej na wyspie, która biegła od Palermo do Bagheria. W następnym roku została otwarta 18 km linia do Trabia, a w 1866 do Termini Imerese.

## Budynek
Jest to budynek dwupiętrowy, ale tylko parter jest dostępny dla pasażerów i tam znajdują się wszystkie punkty usługowe.